# Ruhn
Koordinaten: 53° 17′ 23″ N, 11° 54′ 26″ O

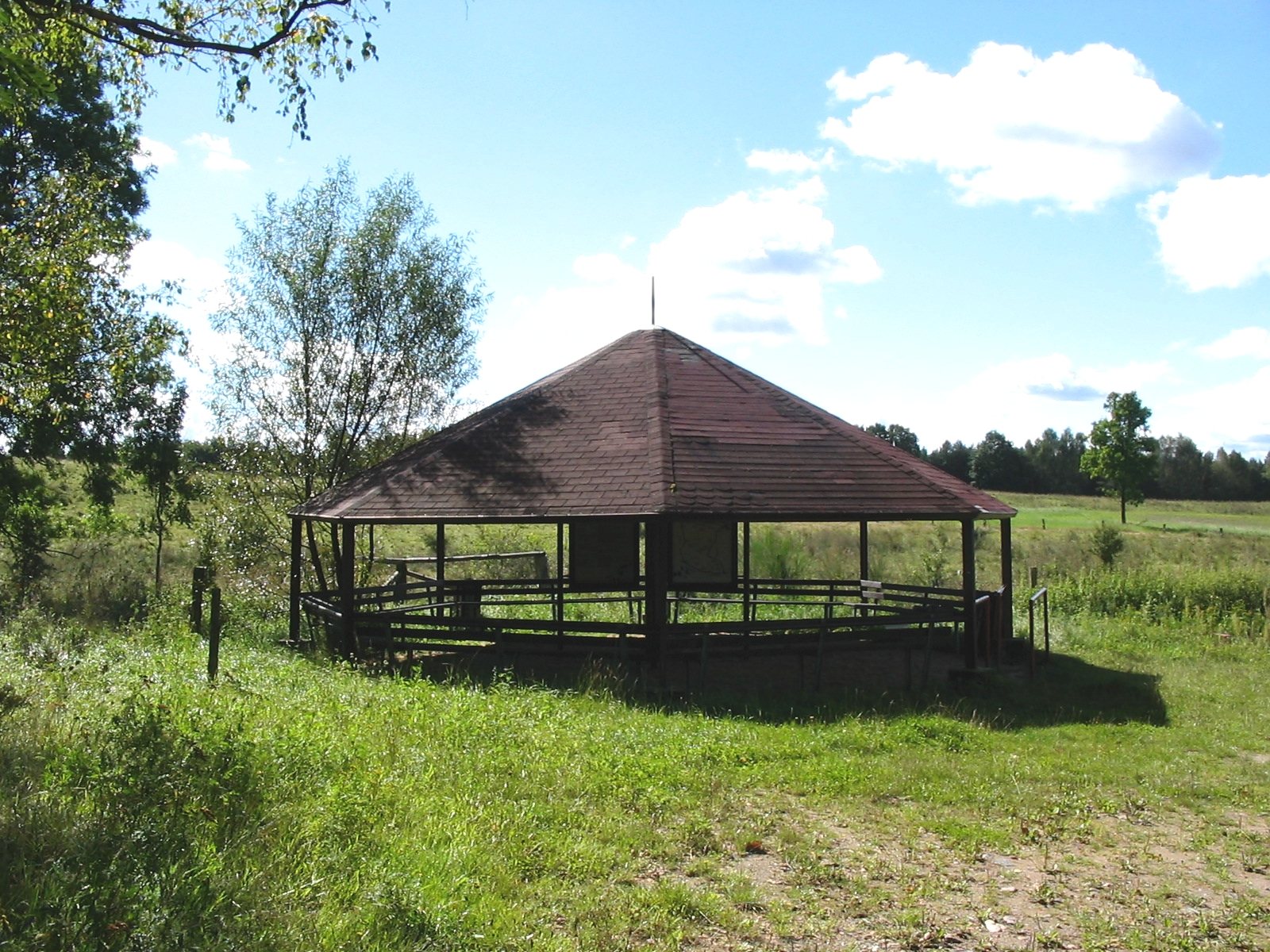
Rastplatz an der Stelle des ehemaligen Ortes Ruhn

Ruhn ist eine neuzeitliche Wüstung innerhalb des heutigen Gebiets der Gemeinde Ruhner Berge im Landkreis Ludwigslust-Parchim in Mecklenburg-Vorpommern. Der Ort war bis 1982 bewohnt. Vom Namen des Ortes leitet sich die Bezeichnung des Höhenzugs Ruhner Berge mit der zweithöchsten Erhebung in Mecklenburg-Vorpommern ab, an deren südlichen Hängen das Dorf lag.

## Geschichte
Der Ort wurde 1369 erstmals im Mecklenburgischen Urkundenbuch Nr. 9967 als Rune erwähnt, der Name änderte sich bis 1530 in Rhuene und 1610 in Ruhn.
Das bäuerliche Angerdorf war 1369 zum größten Teil in ritterschaftlichem Pfandbesitz der Burg Marnitz und zu einem Drittel in Besitz des Herrn von Weisin zu Malow. In der Folgezeit führten Pest und Krieg dazu, dass das Dorf wüst und brach lag. Die benachbarte Ortschaft Drefahl nutzte 1530 Flächen von Ruhn. Die Wüstung Ruhn wurde 1627 aus der Marnitzer Pfandherrschaft in fürstlich-adligen Kommunionbesitz übergeben. 1649 betrieben die Glasmeister Jeremias Kauffeldt und Berthold Seitz eine Glashütte im Ort, welche 1723 wieder geschlossen wurde. Nach Abfindung des letzten Pfandinhabers, der Vogtei Marnitz, bemühte sich das Amt Marnitz 1708 um Aufhebung des Pachtverhältnisses mit der Drefahler Bauernschaft, welches nicht sehr ertragreich war. In den folgenden Jahren entwickelte sich Ruhn zu einem Domanium. 1783 war der Wirtschaftshof unter ritterschaftlicher Verwaltung. 1785 wurde der vom Domanium und der Mentiner Gutsherrschaft errichtete Meierhof in Zusammenhang mit einer rationelleren Wirtschaftsform erwähnt.
Nach Ende des Zweiten Weltkrieges bauten sich Familien in Ruhn eine neue Existenz auf, nachdem die Voraussetzungen für einen freien Handel geschaffen waren. Erschwert wurde dieser aber dadurch, dass keine festen Straßenverbindungen vorhanden waren. Milch wurde in das vier Kilometer entfernte Marnitz geliefert, Schlachtvieh ging in die etwa 20 Kilometer entfernte Kreisstadt Parchim oder zu den Bahnhöfen Berge (Prignitz) oder Muggerkuhl. Aufgrund schlechter Bodenverhältnisse waren keine guten Bedingungen für den Pflanzenanbau gegeben. In Eigeninitiative pflasterten die Ruhner Bewohner ihre Verbindungsstraße nach Marnitz mit Steinen, diese wurde jedoch bereits kurz darauf durch russische Panzer stark in Mitleidenschaft gezogen. Der größte Teil der zuletzt vorhandenen Stallungen, Scheunen und Speicher entstand in den Jahren 1945 bis 1952. 1960 schlossen sich acht Einzelbauern im Ort zur Landwirtschaftlichen Produktionsgenossenschaft (LPG) „Ruhner Berg“ zusammen. Eine zentrale Wasserversorgung bestand im Ort seit 1958.
1961 wurde mit der Aufstellung eines Spannbetonmastes begonnen, der nach der Errichtung der innerdeutschen Grenze vom DDR-Regime als Abhörstation genutzt und deshalb durch die Volkspolizei geschützt wurde. Mit dem Bau der Autobahn, der heutigen A 24, verlängerten sich die täglichen Wege für die Ruhner beträchtlich. Nach Marnitz mussten nun elf Kilometer zurückgelegt werden, was das Wohnen in Ruhn unzumutbar machte. Die Einwohnerzahl sank beträchtlich. Nachdem die letzten Bewohner nach Marnitz gezogen und weitere Investitionen in den Ort volkswirtschaftlich nicht mehr vertretbar waren, wurden die Gebäude 1982 durch Armee- und Kampfgruppeneinheiten, die Zivilverteidigung und die LPG Marnitz abgerissen. Einige Jahre existierte noch eine Feldscheune.
Heute befindet sich an der Stelle des ehemaligen Ortes ein Rastplatz in Form eines Pavillons, in dem Informationstafeln mit Geschichtsdaten und Karten angebracht sind.

### Einwohnerentwicklung
| - 1905: 40 - 1938: 46 - 1945: 58 | - 1946: 72 - 1949: 130 - 1954: 49 | - 1964: 39 - 1981: 6 - 1982: 2 |